# Dracul de mare
Dracul de mare (Lophius piscatorius) numit și pește pescar, pește undițar, este un pește marin răpitor teleostean (din familia lofiide) care trăiește în Oceanul Atlantic (pe coastele europene și africane, până în Golful Guineea), Marea Nordului, Marea Mediterană și mai rar în Marea Neagră. În Marea Neagră a fost găsit lângă țărmul Caucazului, Crimeei, Turciei, Bulgariei și României.
Corpul lui atinge o lungimea de 2 m și o greutate de 58 kg. Trăiește până la 20 de ani sau chiar mai mult. Are capul foarte mare, puternic turtit dorso-ventral și lățit. Gura este enormă și prevăzută cu numeroși dinți lungi, ascuțiți, înclinabili. Pielea este golașă (fără solzi), cu numeroase franjuri mici cărnoase în jurul fălcii inferioare și de-a lungul laturilor capului care se extind și pe laturile corpului. Are două înotătoare dorsale separate. Prima înotătoare dorsală este formată din 3 spini subțiri aflați pe cap (spini cefalici) și 3 spini în spatele capului (spini postcefalici). Primii doi spini cefalici se află la extremitatea anterioară a botului, primul dintre ei se găsește aproape de gură și este modificat într-un dispozitiv mobil de pescuit asemănător cu undița, numit iliciu (illicium - undița sau momeală), care are un apendice cărnos la vârf, numit nadă (esca).  Esca servește ca momeală pentru atragerea prăzii în apropierea gurii sale enorme; de la acest dispozitiv de pescuit se trage numele de pește pescar. A doua înotătoare dorsală are 10-13 radii moi. Înotătoarele pectorale sunt alungite, în spatele lor se află fantele branhiale. Culoarea spatelui este brun-ciocolatie sau violacee, de multe ori marmorată cu pete, iar a abdomenului albă. Aspectul exterior al masculilor și femelelor sunt identice, însă masculii sunt mai mici, astfel masculii maturi au în medie 49–58 cm, iar femelele 73–98 cm.
Dracul de mare este un pește bentonic, care trăiește pe fundul platoului continental la adâncimi de 50-200 m, iar icrele le depune la adâncimi mari: 400-2000 m. Este un prost înotător și își petrece timpul stând ascuns între alge sau îngropat în nămol, de unde își scoate din frunte undița (iliciul) cu nada la capăt, mișcând-o deasupra sau în fața gurii; peștii o iau drept un viermișor și se apropie să-l înghită; atunci, dracul de mare cască gura sa uriașa și înghite într-o clipă apa cu pește cu tot. Este un pește răpitor lacom care se hrănește cu cantități mari de pești bentonici  de pe fundul apelor și nevertebrate mari (crabi), ocazional cu păsări marine. Stomacul acestui pește este uriaș, încât în el ar încăpea un pește de aceeași mărime cu posesorul lui. Se reproduce în februarie-mai; icrele sunt mari (2,3-4,0 mm în diametru) și sunt depuse într-o panglică lungă care atinge o lungime de 10 m, o lățime de 0,5 m și o grosime de 4-6 mm  și conține 1,3-3,0 milioane de icre. Carnea acestui pește bizar este foarte gustoasă, el fiind pescuit în scopuri economice în mai multe țări.

## Descrierea

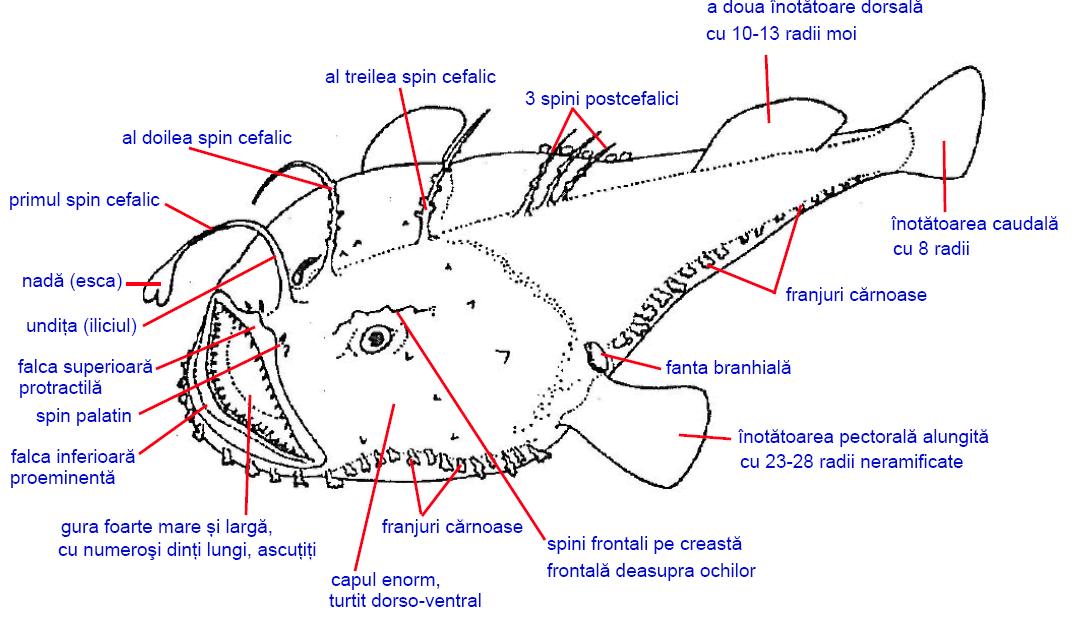
Particularităţile morfologice ale dracului de mare

## Video
- Dracul de mare (Lophius piscatorius) pe fundul mării. ARKive Arhivat în 27 iulie 2017, la Wayback Machine.
- Dracul de mare prinde un guvid, ademenindu-l cu nada (esca). ARKive Arhivat în 17 aprilie 2017, la Wayback Machine.
- Dracul de mare în Marea Mediterană. YouTube
- Dracul de mare a prins mâna unui rus. YouTube
- Dracul de mare înotând. YouTube
- Dracul de mare ascuns între alge. YouTube
- Dracul de mare mănâncă peștișori într-un fiord din Norvegia. YouTube